# چوی مین هوان
چوی مین هوان (کره‌ای: 최민환؛ زادهٔ ۱۱ نوامبر ۱۹۹۲) خواننده اهل کره جنوبی است. او عضو گروه پسرانه اف تی آیلند است.